# 30933 Grillparzer
30933 Grillparzer è un asteroide della fascia principale. Scoperto nel 1993, presenta un'orbita caratterizzata da un semiasse maggiore pari a 2,5631099 UA e da un'eccentricità di 0,1758618, inclinata di 5,31601° rispetto all'eclittica.